# Kinort
Prema grčkoj mitologiji, Kinort (starogrčki Κυνόρτας, engleski Cynortas) bio je rani kralj Sparte.

## Obitelj
Kinort je bio sin kralja Amikle od Sparte i kraljice Diomede te tako brat kralja Argala, Hijakinta, Polibeje, Laodamije (Lejanira) i Dafne (u rjeđoj inačici mita). Bio je otac svoga nasljednika, kralja Ebala.

## Mitologija
Nakon smrti svoga brata Argala, Kinort je zavladao Spartom. Pokopan je blizu samog polisa Sparte.
| Prethodnik: | Kralj Sparte | Nasljednik: |
| Argal       | Kralj Sparte | Ebal        |